# Rogério Dutra da Silva

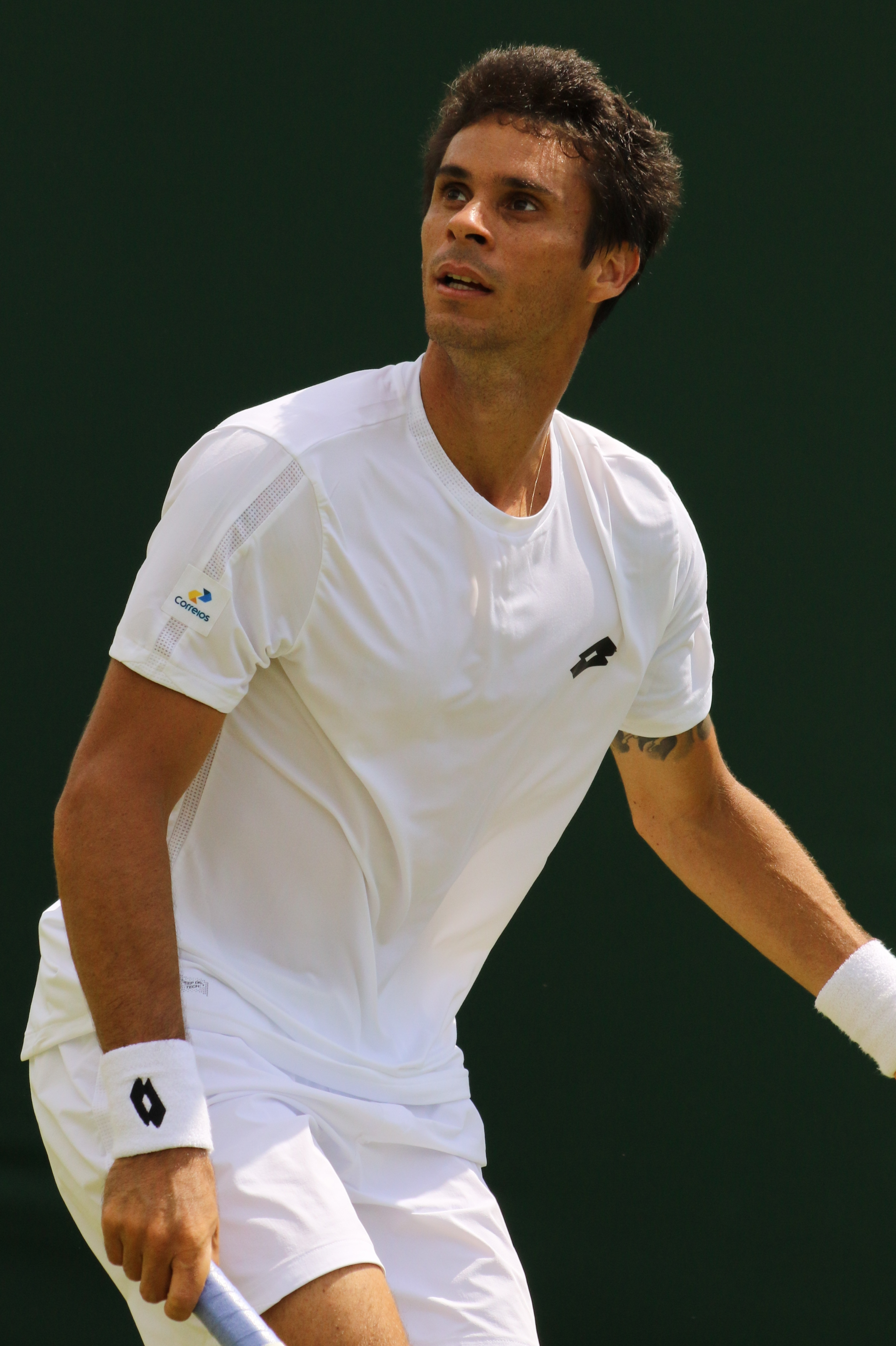
Da Silva během Wimbledonu 2016

Rogério Dutra da Silva (* 3. února 1984 São Paulo) je brazilský profesionální tenista. Ve své dosavadní kariéře na okruhu ATP World Tour vyhrál jeden deblový turnaj. Na challengerech ATP a okruhu ITF získal do prosince 2017 devatenáct titulů ve dvouhře a třináct ve čtyřhře.
Na žebříčku ATP byl da Silva ve dvouhře nejvýše klasifikován v červenci 2017 na 63. místě a ve čtyřhře pak v září téhož roku na 86. místě. Trénuje ho Leonardo Kirche.
V brazilském daviscupovém týmu debutoval v roce 2011 semifinálem 1. skupiny Americké zóny proti Uruguayi, v němž vyhrál dvouhry s Marcelem Felderem i Martinem Cuevasem. Přispěl tak k výhře Brazilců 5:0 na zápasy. Do roku 2018 v soutěži nastoupil k šesti mezistátním utkáním s bilancí 6–4 ve dvouhře a 0–0 ve čtyřhře.
Brazílii reprezentoval da Silva také na Letních olympijských hrách 2016 v Riu de Janeiru, kde v mužské dvouhře skončil ve druhém kole na raketě šestého nasazeného Francouze Gaëla Monfilse.

## Tenisová kariéra
V rámci hlavních soutěží událostí okruhu ITF debutoval da Silva v listopadu 2001, když na turnaji v Campinasu obdržel divokou kartu. V úvodním kole podlehl svému krajanovi Júliu Silvovi. Premiérový singlový titul v této úrovni vybojoval v červnu 2006 na brazilské události v Chapecu po finálové výhře nad Uruguaycem Martinem Vilarrubim. Na challengerech ATP poprvé triumfoval na říjnovém BH Tennis Open International Cup 2010 v Belo Horizonte, kde v závěrečném duelu zvítězil nad argentinským hráčem Facundem Argüellem.
Premiérové čtvrtfinále na okruhu ATP World Tour si zahrál na červencovém Bet-at-home Cup Kitzbühel 2012 po skreči Jana Hájka a zdolání sedmého nasazeného Lotyše Ernestsa Gulbise. Mezi poslední osmičkou jej zastavil Ital Filippo Volandri. Bodový zisk mu po turnaji poprvé v kariéře zajistil průnik do elitní světové stovky, když 30. července 2011 v žebříčku figuroval na 95. místě.
Ve finále okruhu ATP Tour debutoval na antukovém International German Open 2012, hraném v Hamburku v kategorii ATP 500, kde v závěrečném duelu čtyřhry se Španělem Danielem Muñozem de la Nava nestačili na španělský pár David Marrero a Fernando Verdasco. Na turnaji startovali z pozice náhradníků.
V kvalifikaci Internazionali BNL d'Italia 2013 utrpěl poranění vazů hlezna. S nedoléčenou distorzí odehrál kvalifikační turnaj v Nice a po challengeru v Braunschweigu byl přinucen přerušit sezónu na sedm týdnů. Vrátil se newyorským US Open 2013 bez jediné výhry na okruhu v probíhajícím roce. Po zvládnuté kvalifikaci odehrál 27. srpna první kolo proti Kanaďanu Vasekovi Pospisilovi. V pětisetovém boji odvrátil sedm mečbolů a poprvé v kariéře otočil utkání ze stavu 0–2 na sety. Vítězný tiebreak v páté sadě vyhrál poměrem míčů 12:10. Ve druhé fázi odebral světové dvojce a pozdějšímu vítězi Rafaelu Nadalovi jen tři gamy.
Ve světové klasifikaci se propadl až na 533. místo, které mu patřilo 8. června 2015. Rok poté, v červnu 2016, vystoupal po čtvrtfinále pražského challengeru na dosavadní kariérní maximum, 82. příčku.
Debut v hlavní soutěži nejvyšší grandslamové kategorie zaznamenal v mužské dvouhře US Open 2011, do níž prošel jako šťastný poražený z kvalifikace. V úvodním kole vyřadil irského kvalifikanta Louka Sorensena, jenž ve čtvrté sadě zápas skrečoval. Následně odešel poražen od Američana Alexe Bogomolova.

## Finále na okruhu ATP World Tour
| Legenda (před/od 2009)                                     |
| D – dvouhra; Č – čtyřhra                                   |
| Grand Slam (0–0)                                           |
| Turnaj mistrů (0–0)                                        |
| ATP Masters Series / ATP World Tour Masters 1000 (0–0)     |
| ATP International Series Gold / ATP World Tour 500 (0–1 Č) |
| ATP International Series / ATP World Tour 250 (1–0 Č)      |

### Čtyřhra: 2 (1–1)
| Stav      | č. | datum             | turnaj              | povrch | spoluhráč               | soupeři ve finále                | výsledek              |
| --------- | -- | ----------------- | ------------------- | ------ | ----------------------- | -------------------------------- | --------------------- |
| Finalista | 1. | 22. července 2012 | Hamburk, Německo    | antuka | Daniel Muñoz de la Nava | David Marrero Fernando Verdasco  | 4–6, 3–6              |
| Vítěz     | 1. | 6. března 2017    | São Paulo, Brazílie | antuka | André Sá                | Marcus Daniell Marcelo Demoliner | 7–6(7–5), 5–7, [10–7] |

## Tituly na challengerech ATP a okruhu ITF
| Legenda                 |
| ----------------------- |
| Challengery (10 D; 4 Č) |
| Futures (9 D; 9 Č)      |

### Dvouhra (19)
| Č.  | datum             | turnaj                     | povrch | soupeř ve finále    | výsledek                 |
| --- | ----------------- | -------------------------- | ------ | ------------------- | ------------------------ |
| 1.  | 29. května 2006   | Brazil F3, Brazílie        | antuka | Martin Vilarrubi    | 6–2, 6–4                 |
| 2.  | 5. června 2006    | Brazil F4, Brazílie        | antuka | Giovanni Lapentti   | 6–0, 2–6, 7–6(7–2)       |
| 3.  | 12. června 2006   | Brazil F5, Brazílie        | antuka | Santiago Giraldo    | 6–4, 6–1                 |
| 4.  | 28. dubna 2008    | Brazil F2, Brazílie        | antuka | André Ghem          | 7–6(7–4), 4–6, 6–4       |
| 5.  | 5. května 2008    | Brazil F3, Brazílie        | antuka | André Miele         | 5–7, 6–2, 6–4            |
| 6.  | 2. června 2008    | Brazil F7, Brazílie        | antuka | Daniel Silva        | 6–0, 6–1                 |
| 7.  | 9. června 2008    | Brazil F8, Brazílie        | antuka | Daniel Silva        | 6–1, 6–7(2–7), 6–0       |
| 8.  | 25. července 2010 | Brazil F16, Brazílie       | antuka | Fernando Romboli    | 6–3, 7–5                 |
| 9.  | 29. srpna 2010    | Brazil F21, Brazílie       | antuka | Eladio Riberio Neto | 6–7(9–11), 7–5, 4–0skreč |
| 10. | 19. října 2010    | Belo Horizonte, Brazílie   | tvrdý  | Facundo Argüello    | 6–4, 6–3                 |
| 11. | 6. srpna 2011     | Campos do Jordão, Brazílie | tvrdý  | Izak van der Merwe  | 6–4, 6–7(5–7), 6–3       |
| 12. | 8. července 2012  | Panama City, Panama        | antuka | Peter Polansky      | 6–3, 6–0                 |
| 13. | 14. dubna 2013    | Itajaí, Brazílie           | antuka | Jozef Kovalík       | 4–6, 6–3, 6–1            |
| 14. | 20. dubna 2014    | São Paulo, Brazílie        | antuka | Blaž Rola           | 6–4, 6–2                 |
| 15. | 16. srpna 2015    | Praha, Česko               | antuka | Radu Albot          | 6–2, 6–7(5–7), 6–4       |
| 16. | 25. října 2015    | Santiágo, Chile            | antuka | Horacio Zeballos    | 7–5, 3–6, 7–5            |
| 17. | 14. května 2016   | Bordeaux, Francie          | antuka | Bjorn Fratangelo    | 6–3, 6–1                 |
| 18. | 11. března 2017   | Santiago, Chile            | antuka | Nicolás Jarry       | 7–5, 6–3                 |
| 19. | 8. dubna 2017     | Panama City, Panama        | antuka | Peđa Krstin         | 6–2, 6–4                 |

### Čtyřhra (13)
| Č. | datum           | turnaj                     | povrch | spoluhráč      | soupeři ve finále                | výsledek         |
| -- | --------------- | -------------------------- | ------ | -------------- | -------------------------------- | ---------------- |
| 1. | 8. října 2006   | Quito, Ekvádor             | antuka | Marcelo Melo   | Pablo Cuevas Horacio Zeballos    | 6–3, 6–4         |
| 2. | 12. října 2008  | Florianópolis, Brazílie    | antuka | Júlio Silva    | Ricardo Hocevar André Miele      | 3–6, 6–4, [10–4] |
| 3. | 8. srpna 2010   | Campos do Jordão, Brazílie | tvrdý  | Júlio Silva    | Vitor Manzini Pedro Zerbini      | 7–6(7–3), 6–2    |
| 4. | 19. června 2016 | Perugia, Itálie            | antuka | Andrés Molteni | Nicolás Barrientos Fabrício Neis | 7–5, 6–3         |